# Звай (город)
Звай (амх. ዝዋይ) — город в центральной части Эфиопии, в регионе Оромия. Входит в состав зоны Восточная Шоа.

## Географическое положение
Город находится в центральной части региона, на юго-западном берегу одноимённого озера, на высоте 1642 метров над уровнем моря.
Звай расположен на расстоянии приблизительно 105 километров к югу от столицы страны Аддис-Абебы.

## Население
По данным Центрального статистического агентства Эфиопии на 2007 год население города составляло 43 660 человек, из которых мужчины составляли 52,58 %, женщины — соответственно 47,42 %. В конфессиональном составе населения 51,04 % составляют последователи эфиопской православной церкви; 24,69 % — мусульмане; 22,07 % — протестанты; 0,42 % — приверженцы местных верований. По данным переписи 1994 года население Звая насчитывало 20 056 человек.

## Транспорт
Через город проходит автодорога, соединяющая города Аддис-Абеба и Найроби. Ближайший аэропорт расположен в городе Ауаса.